# Noval (Liendo)
Noval es una localidad del municipio de Liendo (Cantabria, España). Tiene una altitud de 50 metros sobre el nivel del mar. En este barrio encontramos la capilla de San Joaquín, de construcción moderna y sin valor histórico, pero sí religioso. En el año 2008, Noval contaba con una población de 76 habitantes (INE).
- Datos: Q6045912
- Multimedia: Noval (Liendo) / Q6045912